# 어윤대
어윤대(魚允大, 1945년 5월 22일 ~ )는 대한민국의 경영학자이자 금융인, 사회 기관 단체인이다. 고려대학교 총장, KB금융지주 회장을 역임하였다. 본관은 함종이다.

## 인물
경상남도 창원군 진해읍(현 창원시 진해구) 출신으로 경기고등학교와 고려대학교 경영학과를 졸업, 1969년 동 대학원 경영학 석사, 1973년 아시아경영연구원 경영학 석사, 1978년 미국 미시간 대학교 대학원에서 경영학 박사학위를 받았다. 1979년에는 고려대학교 경영대학 교수로 임용되어 오랜기간 동안 교수로 활동했고 그 외에도 무역학과 학과장(1982년 ~ 1986년), 경영대학 교학부장(1986년 ~ 1989년), 교무처장(1991년 ~ 1993년), 기업경영연구소 소장(1993년 ~ 1997년), 경영대학원 원장(1996년 ~ 1998년) 등 고려대학교의 모든 요직을 두루 거쳤다.
한국국제경영학회 회장, 외교통상부 외교정책자문위원, 한국금융학회 회장, 금융발전심의위원회 위원, 한국경영학회 회장을 역임하는 등 대외 경력을 갖고 있으며 2003년 2월에 고려대학교 총장으로 취임해 2006년 12월까지 역임했다. 이후 정부 부처에서 위원으로 활동하다가 2010년 7월에는 KB금융지주의 회장으로 취임해 2013년 7월까지 맡았다.

## 출신 학교·학위
- 경기고등학교
- 고려대학교 경영학과 학사
- 고려대학교 대학원 경영학 석사
- 아시아경영연구원 경영학 석사
- 미국 미시간 대학교 대학원 경영학 박사

### 명예 박사 학위
- 와세다 대학 명예 법학박사(2005년)
- 연세대학교 명예 경제학박사(2006년)
- 그리피스 대학교 명예박사(2006년)
- 런민 대학 명예 경영학박사(2007년)

## 주요 경력
- 1976년 ~ 1978년 : 미국 미시간 대학교 리서치펠로우
- 1982년 ~ 1987년 : 미국 하와이 대학교 초빙교수
- 1985년 3월 ~ 1986년 2월 : 일본 아시아경제연구소 객원연구원
- 1989년 : 캐나다 브리티시컬럼비아 대학교 객원교수
- 1990년 12월 ~ 1991년 2월 : 일본 도쿄 대학 경제학부 객원연구원
- 1992년 ~ 1993년 : 한국은행 금융통화운영위원회 위원
- 1995년 ~ 1996년 : 한국금융학회 회장
- 1996년 ~ 1999년 : 한국조세연구원 비상임이사
- 1999년 ~ 2000년 : 국제금융센터 초대소장
- 2002년 : 한국경영학회장
- 2001년 ~ 2003년 : 공적자금관리위원(장관급)
- 2003년 ~ 2005년 : 교육인적자원부 정책자문위원회 위원장
- 2003년 ~ 2006년 : 고려대학교 총장(제15대)
- 2005년 ~ 2006년 : 국민경제자문회의 부의장
- 2006년 ~ 2008년 : 정보통신부 미래전략위원회 공동위원장
- 2007년 : 예술의 전당 이사
- 2007년 ~ 2008년 : 한미 FTA 국내대책공동위원장[1]
- 2008년 ~ 2010년 : 한국투자공사 운영위원회 위원장
- 2008년 ~ 2010년 : 국가브랜드위원회 위원장
- 2010년 7월 ~ 2013년 7월 : KB금융지주 회장
- 고려대학교 경영대학 경영학과 명예교수(현재)
- 한국기원 고문

### 사외이사 경력
- 1996년 ~ 1997년 : 한국산업은행 사외이사
- 1998년 ~ 1999년 : 제일은행 사외이사
- 1998년 ~ 2002년 : 현대상사 사외이사
- 1999년 ~ 2003년 : CJ홈쇼핑 사외이사

## 주요 저서·논문

### 저서
- 《Commercial Banks and Creditworthiness of LDCs》 (UMI Research Press; Ann Arbor, 1979년)
- 《자본자유화와 한국경제》 (대한상공회의소·한국경제연구센터, 1981년)
- 《증권시장과 자본자유화》 (매일경제신문사, 1985년, 어윤대·임윤수 공저)
- 《국제금융과 한국외채》 (매일경제신문사, 1985년, 어윤대·사키스코리 공저)
- 《한국의 국제수지 및 외채문제의 핵심과 대책》 (대한상공회의소, 1987년)
- 《The Korean Financial System and Foreign Influence》 (Routledge; London, 1990년)
- 《환율제도변화가 기업경영 및 국민경제에 미치는 영향》 (대한상공회의소, 한국경제연구센터, 1991년)
- 《국제자본시장규제에 관한 연구》 (국제무역경영연구원, 1992년)
- 《A Study on the Business Restructuring of Korean Firms》 (대한상공회의소·한국경제연구센터, 1995년)
- 《전략경영》 (학현사, 1995년, 어윤대·방호열 공저)
- 《국제경영》 (학현사, 1996년)
- 《국제금융》 (학현사, 1997년, 어윤대·임윤수 공저)
- 《민족을 품고 세계를 꿈꾸다 - 한국 대학에 개혁의 바람을 몰고 온 변화와 열정의 리더십》 (고려대학교출판부, 2010년)

### 논문
- International marketing cases for the book, International Marketing, (2nd edition) by Vern Terpstra (Holt, Rinehart and Winston, Inc., 1978)
- 《국제금융시장과 한국외채관리》 (재무금융통계, 재무부, 1983년 12월)
- 《WTO하의 국제금융전략》 (연세금융연구, 연세대학교, 1995년 8월)
- 《OECD가입에 따른 기업의 자본조달 전략》 (연세경영연구, 연세대학교 경영연구소, 1997년 가을호)
- 《An Empirical Analysis on the International Sourcing Practices and Determinants of Korean Manufacturing Firms Investing Abroad,》 (International Business Journal, Vol.10 No.1), October 1999

그 외 다수의 논문이 있음.

## 수상 경력
- 프랑스 국가공로 기사장(A Merit, Les Insignes de Chevalier de I’Ordre National du Merite)
- 2006년 : 대한민국 글로벌 경영인 대상
- 2011년 : 포춘코리아 한국경제를 움직이는 인물
- 2011년 : 한국유럽학회 글로벌CEO부문 유럽대상
- 2011년 : 제11회 자랑스런 한국인 대상 금융발전부문
- 2011년 : 제9회 가장 존경받는 기업인상
- 2011년 : 제7회 한국참언론인 대상 공로상
- 2011년 : 제26회 21세기대상 올해의 21세기경영인
- 2011년 : 제3회 한국을 빛낸 창조경영대상 혁신경영 부문
- 2012년 : 매경이코노미 올해의 CEO
- 2012년 : 한국경제신문 제21회 다산금융상 개인부문 대상
- 2012년 : 잡앤조이 전국 대학생 1000명이 뽑은 닮고 싶은 CEO 금융부문
- 2012년 : 한국마케팅학회 올해의 최고경영자 대상
- 2013년 : 아시안뱅커 리더십상